# Christian Dissinger
Christian Dissinger (Ludwigshafen, 15 de novembro de 1991) é um handebolista profissional alemão, medalhista olímpico

## Carreira
Dissinger integrou a Seleção Alemã de Handebol nos Jogos Olímpicos Rio 2016, conquistando a medalha de bronze.